# Strangalia czarniawa
Strangalia czarniawa (Stenurella melanura) – gatunek chrząszcza z rodziny kózkowatych.